# Medidas de asociación
En epidemiología, las medidas de asociación tratan de estimar la magnitud con la que dos fenómenos se relacionan. Dicha asociación no implica necesariamente causalidad. Ejemplos de medidas de asociación son:
- El riesgo relativo, utilizado en los estudios de cohortes. Compara la ocurrencia o incidencia acumulada de un suceso entre quienes están expuestos a un factor de riesgo y quienes no.
- La razón de tasas, compara tasas de incidencia, es decir, la velocidad a la que ocurre un determinado fenómeno entre personas expuestas y no expuestas a un factor de riesgo.
- El odds ratio, que se usa en los estudios de casos y controles, y que nos permite relacionar cuánto más probable es que se produzca una exposición determinada entre las personas enfermas (casos) que entre las sanas (controles).

En estadística hay datos cualitativos y cuantitativos para las pruebas de 1, 2 y 3 o más variables. Típicos estadísticos de asociación son la regresión y la correlación, que a su vez se divide en datos cardinales y ordinales.

## Ejemplos de estadísticos de asociación
Las tablas de contingencia y la matriz de correlación de tabulaciones cruzadas. Estos  dos ejemplos de estadísticos  miden asociaciones entre dos tablas de características con dos diferentes tratamientos  y se pueden usan conjuntamente y son no paramétricas, sino establecemos probabilidades.

## Ejemplos de listas de datos asociados
En el Barómetro de opinión del CIS (España) la encuesta mensual da las prioridades de los problemas sociales principales del país y cuales le afectan más al encuestado. Los resultados son para 30 ítems que obviamente está en diferente orden: para el país y para la persona. El coeficiente de Spearman de correlación por rangos medirá la asociación entre el orden que existe en ambas listas, que ya tienen calculados el % y número de respuestas para cada tema de la lista.
La fórmula del estadístico es ρ de Spearman es igual 1 menos el cociente de 6 por la suma de desviaciones entre pares al cuadrado dividida por el número de casos multiplicado por número de casos al cuadrado menos uno.
- Datos: Q11691806